# Caesar (cão)
Caesar (1898–1914) foi um Fox Terrier de propriedade do Rei Eduardo VII. Ele foi criado nos canis de Kathleen, duquesa de Newcastle, e tornou-se o companheiro constante do rei. Depois da morte do rei em 1910, o cão compareceu ao funeral e caminhou em procissão em destaque à frente de nove reis e outros chefes de estado. César já foi tema de pinturas e de um modelo artesanal de pedra dura criado pela Casa de Fabergé.